# Тошико Сато
Тошико „Тош” Сато (енгл. Toshiko "Tosh" Sato) измишљени је лик у британској научнофантастичној телевизијској серији Торчвуд који је тумачила Наоко Мори. Након једнократног појављивања у епизоди Доктора Хуа „Ванземаљци из Лондона” (2005), Тошико је поново представљена као главни лик у премијерној епизоди Торчвуда „Све се мења” (2006). Лик се појављује у свакој епизоди прва два серијала серије, као и у материјалима проширеног универзума, међу којима су и Торчвуд романи, аудио-књиге и стрипови.
У оквиру наратива серије, Тошико ради у кардифској филијали Торчвуда као „технички стручњак”. Описана је као „тиха, али веома интелигентна” и „рачунарски геније”. Поред главног лика Џека Харкнеса, она је главни лик са најдужом историјом у Институту Торчвуд, будући да је регрутована три године пре почетка серије. Њена карактеризација истражује разлике између њене природе и природе њених колега, као и њене потешкоће у романтичним везама. Општа позадинска прича која се односи на њен живот пре Торчвуда и дугогодишњу заљубљеност у колегу Овена Харпера наговештена је у првом серијалу, а детаљније је истражена у другом. Моријева је напустила глумачку екипу у завршници другог серијала „Излазне ране” (2008).

## Појављивања

### Телевизија
Тошико се први пут појављује у епизоди Доктора Хуа „Ванземаљци из Лондона”, у којој је потписана као „Докторка Сато”, када је позвана да прегледа наводни ванземаљски леш у болници Албион. Тошико се поново појављује у премијерној епизоди Торчвуда из 2006. „Све се мења” као стручњак за технологију огранка Института Торчвуд у Кардифу. У епизоди „Грци носе дарове”, Тошико улази у сексуални однос са женом по имену Мери (Данијела Денби-Еш) од које добија огрлицу која јој даје телепатске моћи. Тошикина искуства са телепатијом је узнемирују. Она изражава очај и безнађе, напомињући да су широм свемира све културе у суштини сличне, што доводи до њеног потпуног разочарања постојањем. У претпоследњој епизоди серијала, „Капетан Џек Харкнес”, Билис Менгер (Мари Мелвин) шаље њу и капетана Џек (Џон Бароуман) у 1941. годину, где је, будући да је Јапанка, Тош била жртва нетрпељивости. Пошто је њихов технолошки стручњак ван домета, Јанто (Гарет Дејвид-Лојд) и Овен Харпер (Берн Горман) не успевају да отворе Кардифски просторно-временски процеп и спасу је све док им Тошико није оставила неопходне једначине које је приморана да напише сопственом крвљу. У последњој епизоди првог серијала, визија Тошикине мајке је искоришћена да је убеди да се побуни против Џека.
У епизоди другог серијала „До последњег човека” (2008), Тош има везу са војником из 1918. (Ентони Луис) који је морао да буде замрзнут и поново буђен сваке године док није дошло време да се врати у 1918. и затвори Процеп. У епизоди „Ресет”, Овен пристаје да оде на састанак са њом, али умире на крају епизоде након што је погођен у срце. Када је вођа екипе Џек Харкнес накратко оживео Овена користећи рукавицу за васкрсавање, Тош се опрашта од њега признајући да га је одувек волела. Овенове умире, само да би поново трајно оживео, премда у стању које подсећа на смрт. У епизоди „Фрагменти”, публика схвата како је Тошико почела да ради за Торчвуд; капетан Џек ју је спасао из притворског центра UNIT-а, где је држана пошто је била приморана да направи сонични модулатор за неименовану терористичку организацију. У последњој епизоди другог серијала, „Излазне ране”, Тошико је упуцао и убио Греј (Лаклан Нибор), млађи брат Џека Харкнеса. Она умире у року од неколико минута од Овена пошто није успела да га спасе од његове смрти када је остао заробљен у бункеру нуклеарне електране, који је преплављен радиоактивном материјалом. У тренуцима пре њихове смрти, Овен се извинио Тошико што никада нису ушли у везу. Покрећући коначан поступак одјављивања са свог налога у рачунарском систему Торчвуда, Јанто активира унапред снимљену поруку од Тошико у којој захваљује Џеку што ју је спасао. Она му каже да је захвална на прилици да ради у Торчвуду и да се нада да ће њен допринос бити вреднован. Након што је убијена, Тош се помиње у две епизоде Доктора Хуа које прате „Излазне ране”. У овим епизодама, Гвен (Ив Мајлс) се сећа Тошино и Овеново, а касније открива „временску браву” коју је направила Тош, која штити штаб Торчвуда од инвазије Далека.

### Књижевност
Тошико се појављује у првих осам Торчвуд романа које је издао BBC Books. Први талас, Други живот Питера Ангелидиса, Погранични принчеви Дена Абнета и Спори распад Ендија Лејна, објављен је у јануару 2007. и формирали лабав ток приче. У марту 2008. објављен је други талас у ком се Тошико појављује, Траг сећања Дејвида Луелина, Улице сумрака Герија Расела и Нешто у води аутора Тревора Бекендејла, упоредо са емитовањем другог серијала Торчвуда. Роман Траг сећања приказује петогодишњу Тошико која живи у Јапану са родитељима и старијом баком. Овај приказ је у складу са историјом лика која је засејана кроз серију, иако је, као и код свих спиноф медија Доктора Хуа и Торчвуда, каноничност у односу на телевизијску серију отворена за интерпретацију. Тошико се такође појављује у романима Чопор животиња и Небеска тачка. Небеска тачка, по радњи смештена после „Дана у смрти”, а пре „Излазних рана“, приказује Тош и Овена како се маскирају у пар како би истражили виђење ванземаљаца у луксузном стамбеном комплексу.
Тошико се такође појављује у прве две Торчвуд аудио-књиге, Сви вас поздрављају Дена Абнета коју приповеда Берн Горман (који игра Овена) и Скривено Стивена Севила коју приповеда Наоко Мори. Радио-драма Изгубљене душе, емитована на BBC Радију 4 у септембру 2008. истражује Џекову, Гвенину и Јантову тугу након Тошикине смрти.

## Развој лика
Додатак Наоко Мори у глумачку екипу Торчвуда најављен је у априлу 2006. године. Моријева се претходно појавила у епизоди Доктора Хуа „Ванземаљци из Лондона”. Говорећи о одлуци да јој се додели улога у Торчвуду, извршни продуцент Расел Т. Дејвис је изјавио: „Била је потпуно сјајна [у Доктору Хуу] и још тада сам знао да желим да је вратим”. Тошико је представљена као техничка стручњакиња екипе Торчвуда. Званични веб-сајт Торчвуда описао је Тошико као „тиху, али веома интелигентну” и „усредсређену и јако професионалну, иако осетљиву”. У интервјуу из 2006. Моријева је описала свој лик као „на врхунцу технологије” и изјавила да „воли изазов покушаја да реши ствари”. Иако Тошико у почетку делује „мало круто и тихо”, Моријева тврди да је „она у ствари само веома повучена особа” која не воли да дели своја осећања. Тошико има „веома јаку везу” са својим шефом Џеком Харкнесом, иако се „не плаши да му изрази своје мишљење”. Такође је приказано да је заљубљена у колегу Овена Харпера, за кога Моријева сматра да је „један од оних момака које једноставно не можеш да не волиш... и који ти се помало допада”. Продуцент Торчвуда Ричард Стокс је сматрао да је у својој карактеризацији Тошико „Наоко... имала стварну рањивост у коју потпуно верујете” и навео је да је лик „емоционално супротан Овену”. Моријева је сматрала да је епизода „Грци носе дарове” усредсређена на Тошико „прави процес учења” који чини лик „јачим” и „отворенијим и искренијим”.
Разговарајући о томе како се Тошико променила у другом серијалу, Моријева је навела да ће публика видети како Тошико „избија из љуске” и да ће серија истраживати друге стране њене личности и друге романсе. Хелен Рејнор је написала епизоду „До последњег човека” за коју је сматрала да је Тошико одвела „на још један корак”. Дејвис је навео да је одувек био план да у другом серијалу буде једна веома велика прича усредсређена на Тош и сматрао је неизбежним да ће се прича „завршити у сузама”. Моријева је сматрала да је епизода показала да је Тошико „имала најгори љубавни живот икада”. Дејвис се нашалио да је тај лик „пољубац смрти” и да би могуће симпатије требало да је се клоне. Рејнорова је сматрала да је Томи оличење „савршеног дечка” за Тошико, док је главни сценариста Крис Чибнал изјавио да тај лик „има одређене вредности, осећај части, осећај пристојности, осећај тихог достојанства” који „звони са Томијевим осећајем достојанства и осећајем дужности”. Због одлуке да се убије њен лик у завршници серијала, Наоко Мори је прокоментарисала да је то „имало смисла јер је Тош прошла кроз толико тога. Прошла је пун круг и прешла свој пут”. Што се тиче њеног доприноса самом чину смрти, она је изјавила: „Једна од ствари које сам желела да осигурам је да има смисла и да веза између Овена и Тоша има прави баланс. Током целе серије нисам желела да изгледа као да је она нека опсесивна девојка заљубљена у Овена. Желела сам да то буде дубље од тога, јер је као колегиница и као човек бринула за њега. Желела сам да њихов последњи разговор буде суптилан и добро осмишљен.”Моријева није искључила могућност да се врати у серију касније.

## Пријем
Карман Крегло, писац за медијску страницу AfterEllen.com, оријентисана на лезбејке и бисексуале, негативно је реаговала на приказ Тошикине везе са Мери. Креглова је критиковала употребу женске сексуалности у епизоди као „оруђе обмањивања” и „тактику одбацивања”, истичући да се Тошикина сексуалност касније није истраживана поново. Рецензент веб-сајта Digital Spy похвалио је причу њеног лика у епизоди „До последњег човека”, осећајући да Тошико „носи све емоције епизоде” и да публика има осећај „да она цвета као жена”. Алан Стенли Блер је негативно реаговао на каснију Тошикину причу, осећајући да „Моријева има још много тога да пружи овој серији и да је болно гледати је како је пребачена у статус неузвраћене љубави”. Ден Мартин из The Guardian-а је 2011. описао Тошико као „краљицу трагедије”, док Дејв Голдер из SFX-а тврдио да је њен лик био „неспособан да глуми професионално више од 60 секунди”.
У анкети из 2012. коју је спровео часопис SFX за проналажење 100 најсексипилнијих женских ликова у научној фантастици и фантастици, Тошико је изабрана за четрдесет другу. Веб-страница UGO Networks ју је навела као једног од „најбољих ТВ штребера” 2012. године.